# Maraton Dębno
Maraton Dębno – maratoński bieg uliczny rozgrywany co roku w Dębnie, w Polsce. Pierwsza edycja maratonu odbyła się 22 lipca 1969 roku. Jest to najstarszy maraton rozgrywany w Polsce.
Tradycja Maratonu Dębno rozpoczęła się 22 lipca 1966 roku, kiedy to na trasie Cedynia–Siekierki, na obchody 1000-lecia Państwa Polskiego rozegrano bieg na dystansie zbliżonym do półmaratonu (21,5 km). Rok później rozegrano kolejne zawody, a dwa lata później trasę wydłużono do 26,5 km. Zwycięzcą wszystkich pierwszych trzech edycji był Zdzisław Bogusz. Pierwsze zawody na dystansie maratonu rozegrano 22 lipca 1969 roku. W roku 1973 bieg przeniesiono do Dębna. W latach 1991–1998 z przyczyn ekonomicznych zawody nie odbywały się, ale w 1999 roku maraton został reaktywowany. Maraton w Dębnie wielokrotnie posiadał rangę mistrzostw Polski.

## Lista zwycięzców
Lista zwycięzców Maratonu Dębno:
| Edycja | Data                 | Zwycięzca wśród mężczyzn                   | Kraj                                       | Czas                                       | Zwyciężczyni wśród kobiet                  | Kraj                                       | Czas                                       |
| ------ | -------------------- | ------------------------------------------ | ------------------------------------------ | ------------------------------------------ | ------------------------------------------ | ------------------------------------------ | ------------------------------------------ |
| 51     | 19 października 2025 | –                                          | –                                          | –                                          | –                                          | –                                          | –                                          |
| 50     | 12 maja 2024         | Ezekiel Kipkorir                           | Kenia                                      | 2:16:52                                    | Aleksandra Tarnowska                       | Polska                                     | 2:46:30                                    |
| 49     | 16 kwietnia 2023     | Adrian Przybyła                            | Polska                                     | 2:22:01                                    | Petra Pastorova                            | Czechy                                     | 2:45:54                                    |
| 48     | 10 kwietnia 2022     | Cosmas Mutuku Kyeva                        | Kenia                                      | 2:16:37                                    | Monika Jackiewicz                          | Polska                                     | 2:29:51                                    |
| 47     | 18 kwietnia 2021     | Arkadiusz Gardzielewski                    | Polska                                     | 2:10:31                                    | Aleksandra Lisowska                        | Polska                                     | 2:26:08                                    |
| –      | 2020                 | Zawody odwołane z powodu pandemii COVID-19 | Zawody odwołane z powodu pandemii COVID-19 | Zawody odwołane z powodu pandemii COVID-19 | Zawody odwołane z powodu pandemii COVID-19 | Zawody odwołane z powodu pandemii COVID-19 | Zawody odwołane z powodu pandemii COVID-19 |
| 46     | 7 kwietnia 2019      | Boniface Wambua Nduva                      | Kenia                                      | 2:16:47                                    | Aleksandra Brzezinska                      | Polska                                     | 2:34:51                                    |
| 45     | 8 kwietnia 2018      | David Kiprono Metto                        | Kenia                                      | 2:14:48                                    | Iryna Somawa                               | Białoruś                                   | 2:39:08                                    |
| 44     | 2 kwietnia 2017      | Boniface Wambua Nduva                      | Kenia                                      | 2:16:47                                    | Kellen Waithira Mukami                     | Kenia                                      | 2:40:05                                    |
| 43     | 3 kwietnia 2016      | Cosmas Kyeva                               | Kenia                                      | 2:11:56                                    | Stella Barsosio Chepngetich                | Kenia                                      | 2:33:13                                    |
| 42     | 12 kwietnia 2015     | Felix Kipkorir Kangogo                     | Kenia                                      | 2:14:28                                    | Rebecca Chepchirchir Korir                 | Kenia                                      | 2:44:52                                    |
| 41     | 6 kwietnia 2014      | Cosmas Kyeva                               | Kenia                                      | 2:09:57                                    | Arleta Meloch                              | Polska                                     | 2:43:02                                    |
| 40     | 7 kwietnia 2013      | Desta Beriso Morhama                       | Etiopia                                    | 2:13:48                                    | Agnieszka Gortel-Maciuk                    | Polska                                     | 2:40:03                                    |
| 39     | 15 kwietnia 2012     | David Kiprono Metto                        | Kenia                                      | 2:12:53                                    | Wolha Mazuronak                            | Białoruś                                   | 2:33:56                                    |
| 38     | 10 kwietnia 2011     | Iwan Babaryka                              | Ukraina                                    | 2:13:16                                    | Marija Butakowa                            | Białoruś                                   | 2:44:53                                    |
| 37     | 24 października 2010 | Joel Komen Kosgei                          | Kenia                                      | 2:15:00                                    | Dorota Gruca                               | Polska                                     | 2:39:19                                    |
| 36     | 19 kwietnia 2009     | Matthew Kibowen Kosgei                     | Kenia                                      | 2:14:29                                    | Edyta Lewandowska                          | Polska                                     | 2:35:42                                    |
| 35     | 13 kwietnia 2008     | Yuriy Hychun                               | Ukraina                                    | 2:10:59                                    | Monika Drybulska                           | Polska                                     | 2:33:42                                    |
| 34     | 15 kwietnia 2007     | Paweł Ochal                                | Polska                                     | 2:15:31                                    | Natallia Krawiec-Kulesz                    | Białoruś                                   | 2:40:46                                    |
| 33     | 9 kwietnia 2006      | Rafał Wójcik                               | Polska                                     | 2:14:11                                    | Alena Mazouka                              | Białoruś                                   | 2:36:41                                    |
| 32     | 10 kwietnia 2005     | Rafał Wójcik                               | Polska                                     | 2:14:47                                    | Halina Karnacewicz                         | Białoruś                                   | 2:39:53                                    |
| 31     | 4 kwietnia 2004      | Waldemar Glinka                            | Polska                                     | 2:12:13                                    | Monika Drybulska                           | Polska                                     | 2:33:27                                    |
| 30     | 13 kwietnia 2003     | Waldemar Glinka                            | Polska                                     | 2:14:48                                    | Grażyna Syrek                              | Polska                                     | 2:32:09                                    |
| 29     | 14 kwietnia 2002     | Samuel Tangus                              | Kenia                                      | 2:13:27                                    | Grażyna Syrek                              | Polska                                     | 2:37:39                                    |
| 28     | 8 kwietnia 2001      | Mirosław Plawgo                            | Polska                                     | 2:12:27                                    | Elżbieta Jarosz                            | Polska                                     | 2:37:02                                    |
| 27     | 16 kwietnia 2000     | Piotr Pobłocki                             | Polska                                     | 2:15:28                                    | Alena Peterková                            | Czechy                                     | 2:34:22                                    |
| 26     | 17 października 1999 | Andrzej Nowak                              | Polska                                     | 2:16:19                                    | Krystyna Kuta                              | Polska                                     | 2:36:36                                    |
| –      | 1991–1998            | Zawodów nie rozgrywano                     | Zawodów nie rozgrywano                     | Zawodów nie rozgrywano                     | Zawodów nie rozgrywano                     | Zawodów nie rozgrywano                     | Zawodów nie rozgrywano                     |
| 25     | 10 czerwca 1990      | Józef Kazanecki                            | Polska                                     | 2:16:04                                    | Krystyna Kuta                              | Polska                                     | 2:40:02                                    |
| 24     | 27 sierpnia 1989     | Marek Deputat                              | Polska                                     | 2:15:00                                    | Krystyna Chylińska                         | Polska                                     | 2:38:20                                    |
| 23     | 27 marca 1988        | Wiktor Sawicki                             | Polska                                     | 2:12:26                                    | Wanda Panfil                               | Polska                                     | 2:32:23                                    |
| 22     | 5 kwietnia 1987      | Martin Vrábel                              | Czechosłowacja                             | 2:14:15                                    | Ewa Szydłowska                             | Polska                                     | 2:37:44                                    |
| 21     | 6 kwietnia 1986      | Antoni Niemczak                            | Polska                                     | 2:10:34                                    | Renata Walendziak                          | Polska                                     | 2:32:30                                    |
| 20     | 19 maja 1985         | Ryszard Misiewicz                          | Polska                                     | 2:14:26                                    | Renata Walendziak                          | Polska                                     | 2:39:27                                    |
| 19     | 6 maja 1984          | Wojciech Ratkowski                         | Polska                                     | 2:12:49                                    | Ľudmila Melicherová                        | Czechosłowacja                             | 2:36:31                                    |
| 18     | 1 maja 1983          | Jerzy Kowol                                | Polska                                     | 2:14:48                                    | Jarmila Urbanová                           | Czechosłowacja                             | 2:38:51                                    |
| 17     | 25 kwietnia 1982     | Ryszard Kopijasz                           | Polska                                     | 2:14:49                                    | Vlasta Rulcova                             | Czechosłowacja                             | 2:40:46                                    |
| 16     | 24 maja 1981         | Ryszard Marczak                            | Polska                                     | 2:14:17                                    | Anna Bełtowska-Król                        | Polska                                     | 2:52:35                                    |
| 15     | 27 kwietnia 1980     | Zbigniew Pierzynka                         | Polska                                     | 2:13:30                                    | –                                          | –                                          | –                                          |
| 14     | 27 maja 1979         | Zbigniew Pierzynka                         | Polska                                     | 2:16:09.8                                  | Christa Vahlensieck                        | RFN                                        | 2:41:56.3                                  |
| 13     | 28 maja 1978         | Ryszard Marczak                            | Polska                                     | 2:15:27.0                                  | –                                          | –                                          | –                                          |
| 12     | 26 czerwca 1977      | Kazimierz Orzeł                            | Polska                                     | 2:13:43.8                                  | –                                          | –                                          | –                                          |
| 11     | 16 maja 1976         | Leonid Mosiejew                            | ZSRR                                       | 2:12:19.8                                  | –                                          | –                                          | –                                          |
| 10     | 15 czerwca 1975      | Ron Hill                                   | Wielka Brytania                            | 2:12:34.2                                  | –                                          | –                                          | –                                          |
| 9      | 16 czerwca 1974      | Edward Łęgowski                            | Polska                                     | 2:16:48.0                                  | –                                          | –                                          | –                                          |
| 8      | 17 czerwca 1973      | Hans-Joachim Truppel                       | NRD                                        | 2:16:07.4                                  | –                                          | –                                          | –                                          |
| 7      | 24 czerwca 1972      | Edward Stawiarz                            | Polska                                     | 2:18:35.8                                  | –                                          | –                                          | –                                          |
| 6      | 4 lipca 1971         | Edward Stawiarz                            | Polska                                     | 2:21:09.8                                  | –                                          | –                                          | –                                          |
| 5      | 28 czerwca 1970      | Steffen Gottert                            | NRD                                        | 2:22:45                                    | –                                          | –                                          | –                                          |
| 4      | 22 lipca 1969        | Jurij Wielikorodnyj                        | ZSRR                                       | 2:21:17.4                                  | –                                          | –                                          | –                                          |
| –      | 1968–1966            | Zawody nie odbywały się w formie Maratonu  | Zawody nie odbywały się w formie Maratonu  | Zawody nie odbywały się w formie Maratonu  | Zawody nie odbywały się w formie Maratonu  | Zawody nie odbywały się w formie Maratonu  | Zawody nie odbywały się w formie Maratonu  |